# Памятник Андрею Шептицкому (Тернополь)
Памятник Андрею Шептицкому (укр. Пам'ятник Андрію Шептицькому) — монумент, посвященный Митрополиту УГКЦ Андрею Шептицкому, установленный в Тернополе (Украина). Памятник монументального искусства местного значения, охранный номер 1687.

## История
Памятник установлен в честь 100-летия интронизации Андрея Шептицкого на митрополичий престол, и торжественно открыт 27 октября 2011 года. После службы архиерейской святой литургии в церкви Непорочного Зачатия Пресвятой Богородицы от площади Свободы сюда направилась колонна крестного хода, которую возглавили кардинал Любомир Гузар, архиерей Тернопольско-Зборовской архиепархии Михаил Сабрига и другие священники, представители власти города и области, гости из Львова и других городов. На церемонии открытия выступили председатель облгосадминистрации Василий Коломийчук, глава города Анатолий Кучеренко, председатель оргкомитета, депутат городского совета Вадим Перец.

## Описание
Памятник расположен в сквере А. Шептицкого между бульваром Тараса Шевченко и улицей Сечевых Стрельцов напротив управления Тернопольско-Зборовской архиепархии УГКЦ. В советский период на этом месте стоял памятник Максиму Горькому.
Скульптор — Петр Головчак, архитектор — Олег Головчак.